# Groupe de NGC 5448
Le groupe de NGC 5448 comprend au moins neuf galaxies situées dans les constellations de la Grande Ourse et du Bouvier. La distance moyenne entre ce groupe et la Voie lactée est d'environ 30,7 Mpc (∼100 millions d'al). 

## Membres
Le tableau ci-dessous liste les neuf galaxies du groupe indiquées dans l'article de A.M. Garcia paru en 1993.
| Nom      | Constellation | Class.                | Type                  | α (J2000.0)   | δ (J2000.0) | Vitesse radiale (km/s) | m    | Distance (Mpc) | Diamètre (kal) |
| -------- | ------------- | --------------------- | --------------------- | ------------- | ----------- | ---------------------- | ---- | -------------- | -------------- |
| NGC 5377 | Grande Ourse  | (R1')SAB(s,nr)ab? pec | Spirale intermédiaire | 13h 56m 16.7s | 47° 14′ 09″ | 1796 ± 3               | 11,3 | 28,8 ± 2,0     | 111            |
| NGC 5425 | Grande Ourse  | Sd                    | Spirale               | 14h 00m 47.7s | 48° 26′ 38″ | 2078 ± 6               | 13,6 | 32,8 ± 2,3     | 63             |
| NGC 5448 | Grande Ourse  | (R)SAB(r)a            | Spirale intermédiaire | 14h 02m 50.0s | 49° 10′ 22″ | 2016 ± 1               | 11,0 | 31,8 ± 2,2     | 120            |
| NGC 5480 | Grande Ourse  | SA(s)c?               | Spirale               | 14h 06m 21.6s | 50° 43′ 30″ | 1911 ± 2               | 12,1 | 30,2 ± 2,1     | 39             |
| NGC 5481 | Bouvier       | E+                    | Ellitique             | 14h 06m 41.3s | 50° 43′ 24″ | 1989 ± 5               | 12,3 | 31,3 ± 2,2     | 53             |
| NGC 5500 | Bouvier       | E                     | Ellitique             | 14h 10m 15.2s | 48° 32′ 46″ | 1905 ± 2               | 13,3 | 30,2 ± 2,1     | 45             |
| NGC 5520 | Bouvier       | Sb                    | Spirale               | 14h 12m 22.8s | 50° 20′ 54″ | 1877 ± 6               | 12,4 | 29,6 ± 2,1     | 79             |
| UGC 9056 | Bouvier       | S?                    | Spirale               | 14h 09m 21.8s | 49° 02′ 15″ | 2041 ± 1               | 13,8 | 32,2 ± 2,3     | 31             |
| UGC 9083 | Bouvier       | Sdm                   | Spirale magellanique  | 14h 11m 27.0s | 50° 12′ 33″ | 1893 ± 2               | 14,2 | 29,9 ± 2,1     | 36             |

Le site DeepskyLog permet de trouver aisément les constellations des galaxies mentionnées dans ce tableau ou si elles ne s'y trouvent pas, l'outil du site constellation permet de le faire à l'aide des coordonnées de la galaxie. Sauf indication contraire, les données proviennent du site NASA/IPAC.